# Polyrhachis elii
Polyrhachis elii är en myrart som beskrevs av Carlo Emery 1900. Polyrhachis elii ingår i släktet Polyrhachis och familjen myror. Inga underarter finns listade i Catalogue of Life.